# Blue Devils
«Голубые Дьяволы» (англ. Blue Devils, 410 (F) Squadron Aerobatic Team) — авиационная пилотажная группа Королевских военно-воздушных сил Канады, сформированная в 1949 году на авиабазе Сент-Хьюберт (Квебек) в составе 410-й тактической истребительной учебной эскадрильи боевой подготовки. Летала на реактивных истребителях De Havilland Vampire. Это была первая официальная авиационная группа ВВС Канады, сформированная после Второй мировой войны.

## История группы
Свою история авиагруппа начала в составе трёх пилотов под командованием аса Второй мировой войны Дона Лаубмана. Впервые группа выступила 11 мая 1949 года на авиабазе Роклиф. После этого обзавелась шестью самолётами и стала выступать на авиашоу в Канаде и США.
25 июля 1949 года в результате катастрофы погиб член команды Боб Кипп.
В сентябре 1950 года группа была расформирована. Однако через год коллектив вновь был восстановлен, и 19 августа 1951 года группа последний раз выступила на авиашоу в Детройте. За три года своего существования «Голубые Дьяволы» участвовали в 45 авиационных выступлениях на территории США и Канады.